# Chaux-la-Lotière
Chaux-la-Lotière är en kommun i departementet Haute-Saône i regionen Bourgogne-Franche-Comté i östra Frankrike. Kommunen ligger i kantonen Rioz som tillhör arrondissementet Vesoul. År 2022 hade Chaux-la-Lotière 521 invånare.

## Befolkningsutveckling
Antalet invånare i kommunen Chaux-la-Lotière
| Referens: INSEE |